# NGC 5987
NGC 5987 is een spiraalvormig sterrenstelsel in het sterrenbeeld Draak. Het hemelobject werd op 25 mei 1788 ontdekt door de Duits-Britse astronoom William Herschel.

## Synoniemen
- UGC 9971
- MCG 10-22-32
- ZWG 297.26
- IRAS 15387+5814
- PGC 55740